# Hugo Schröter
Justus Heinrich August Hugo Schröter (* 13. Januar 1831 in Pyrmont; † 18. November 1871 ebenda) war ein deutscher Rentier und Politiker.
Schröter war der Sohn des Forstsekretärs Eberhard Christian Schröter und dessen Ehefrau Caroline, geborene Schulze. Er heiratete am 31. Mai 1870 in Pyrmont Lina Rösener (1845–1918). Schröter lebte als Privatier in Pyrmont.
1867 war er Abgeordneter im Landtag des Fürstentums Waldeck-Pyrmont. Er wurde im Wahlkreis Pyrmont gewählt.